# 小行星3855
小行星3855（英語：3855 Pasasymphonia）是一颗围绕太阳公转的小行星。1986年7月4日，埃莉諾·赫琳在帕洛马山发现了此天体。
这颗小行星的绝对星等为233.4981171196656等。